# 그릴즈

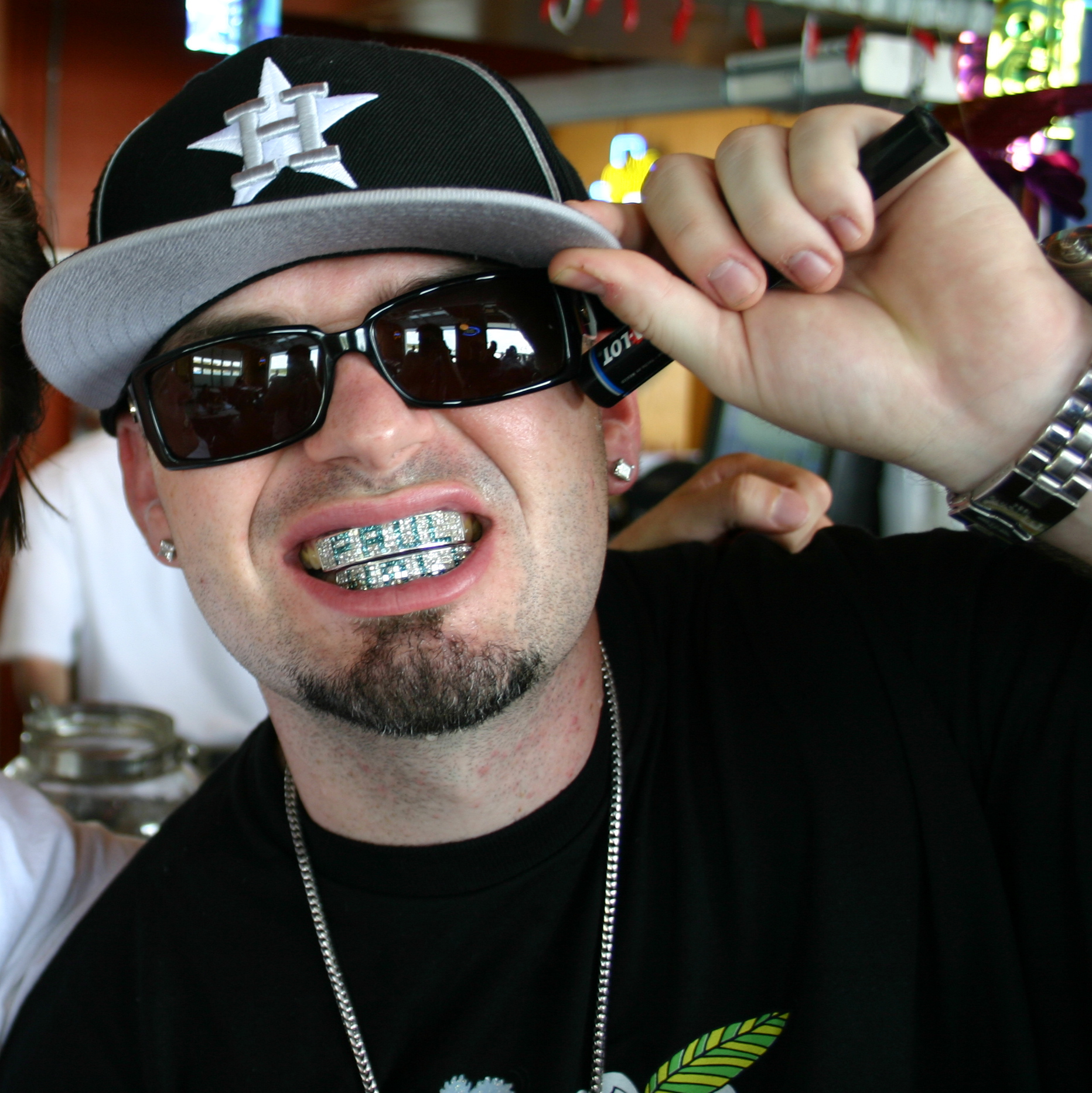
폴 월은 트레이드마크인 그릴을 착용하고 있다. 월의 그릴 중 일부는 거의 3만 달러가 든다.

힙합 문화에서, 그릴즈(grill, grills, grillz, fronts, golds)는 치아 위에 착용하는 일종의 치과용 보석이다. 그릴은 금속으로 만들어지며 일반적으로 탈부착이 가능하다. 1980년대 초 뉴욕의 힙합 아티스트들이 입기 시작했고, 1990년대 오클랜드에서 발전하였다. 2000년대 중반 서던 힙합 랩의 부상과 힙합이 더 주류화된 대중문화적 지위에 도달하면서 그들은 훨씬 더 널리 인기를 얻게 되었다.

## 특성 및 착용자 인구통계
그릴은 여러 종류의 금속(종종 은, 금, 백금)으로 만들어지며, 귀한 돌을 상감하기도 한다.금 그릴은 10캐럿에서 최대 24캐럿의 금으로 만들 수 있다. 금은 노란색, 흰색, 장미색으로 색칠할 수 있다.
그릴은 사용되는 재료와 덮인 치아의 수에 따라 100달러에서 수천 달러의 비용이 들 수 있다.
2006년 기준으로 그릴은 18세에서 35세 사이의 아프리카계 미국인 남성 힙합 청취자들이 가장 많이 착용했다. 2012년 하계 올림픽 동안에 올림픽 수영 선수 라이언 록티가 미국 국기의 디자인에 돌을 붙인 그릴과 포즈를 취했을 때, 그릴스는 네트워크 TV를 포함한 주요 관심을 받았다.

## 역사

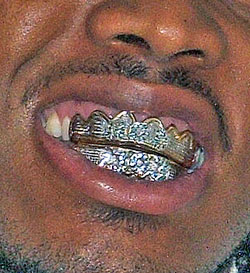
돌멩이 상감된 치과용

치아에 보석을 삽입하는 것은 힙합 문화보다 앞선다.라힘 더 드림과 킬로 알리와 같은 힙합 아티스트들은 1980년대 초에 그릴을 착용하기 시작했다.
유명한 에디스 골드 티스의 주인인 뉴요커 에디 플린은 1980년대 중반 뉴욕에서의 유행을 시작한 것으로 종종 인정받고 있다. 플레인은 하나의 치아에서 나온 치관을 여러 개의 캡으로 개조하여 원래 앞면 또는 캡으로 알려진 최초의 그릴을 만들었다. 그의 첫 번째 주목할 만한 유명인 고객은 갱스터 랩퍼 저스트 아이스로, 그는 1987년 자넷 베크먼이 찍은 앨범 Kool and Deadly의 표지에 그의 커스텀 치아를 착용함으로써 골드 프런트를 대중화시켰다. 치아는 작품의 앞면과 뒷면 커버에 모두 나타날 것이다.
그의 인기가 상승하면서, 플레인은 Flavor Flav의 골드 캡을 만들었고, 빅 대디 케인과 쿨 G. 랩을 포함한 뉴욕 랩을 준비했다. 그는 후에 애틀랜타로 이사했고 그곳에서 아웃캐스트, 구디 몹, 루다크리스, 릴 존과 같은 랩퍼들을 위해 더욱 정교한 그릴을 디자인했다. 다른 작가들은 슬릭 릭과 아프리카 밤바타아를 그릴 인기의 중요한 초기 기여자로 꼽았다.
그릴은 미국 남부, 특히 휴스턴이나 멤피스에서 인기가 있었다. 심지어 그들이 다른 곳에서 인기를 얻거나 잃었음에도 불구하고, 그리고 2000년대에 Dirty South 래퍼들의 등장은 전국적인 그릴 트렌드를 촉발시켰다.  이 시기 동안 그릴은 힙합 음악에 자주 등장했는데, 특히 2005년 1위 싱글 〈Grillz〉에서 넬리, 폴 월, 빅 킵, 알리의 노래와 다른 폴 월 노래에 자주 등장했다. 그의 고객은 카니예 웨스트와 캠론이다.
그릴스는 2010년대까지 인기를 유지했으며, 프랑스 그릴 제조사 돌리 코헨은 리한나, 카라 델레빈, 리타 오라를 위한 맞춤 구술 주얼리를 만들었다. 2015년, DJ 칼레드는 그릴을 기반으로 한 곡 "Gold Slugs" (feat)을 만들었다. 크리스 브라운, 어거스트 알시나 & 페티 와프). 골드슬러그는 또한 같은 뜻을 가진 그릴과 비슷한 용어로 사용된다. 2021년 책 MOURS FULL OF GOLDS는 창작자 에디 플린의 생애를 통해 전해지고 라일 린드그렌이 쓴 그릴의 결정적인 기원 이야기를 기록하고 있다.

## 제조업

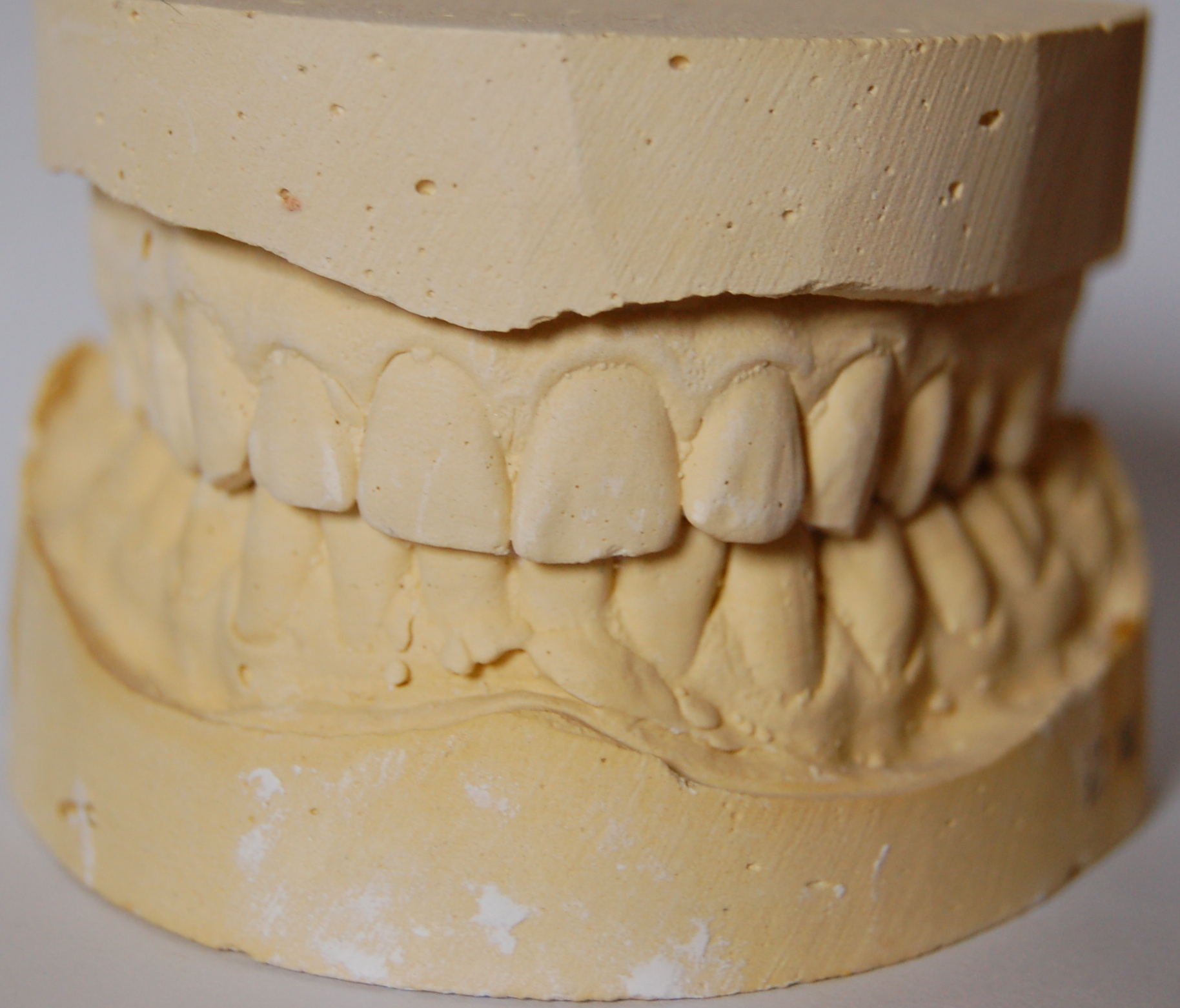
더 비싼 그릴은 이것과 같은 맞춤형 치과용 틀에 맞게 제작되었다.

초기 그릴은 쉽게 제거할 수 없었고 그릴에 맞도록 치아 모양을 바꾸는 것을 포함했지만, 오늘날 그릴은 맞춤형 치과용 틀로 만들어진다.  더 비싼 그릴을 위해 치과의사는 착용자의 앞니 틀을 빠른 알긴산염으로 가져간다.알긴산 네거티브를 버프 스톤으로 채운 후 버프 스톤을 사용하여 그릴을 고유한 치아 세트에 맞춘다.  그러나, 값싼 참신한 그릴의 경우, 보석상은 착용자가 치과용 퍼티나 물에 부드럽게 된 왁스를 물게 함으로써 인상을 남기거나 착용자가 직접 이를 수행할 수 있다. 이러한 그릴은 전문적으로 장착되는 그릴보다 덜 편안하거나 신뢰할 수 있다. 그리고 이런 방식으로 그릴을 제조하는 보석상들은 면허증 없이 치과를 개업한 혐의를 받고 있다.

## 비판 및 건강 위해성
2006년 6월 미국치과협회(ADA)에 따르면, 그릴을 장기간 착용하는 것이 안전한지를 보여주는 어떠한 연구도 없었다. ADA에 따르면, 만약 그릴이 잘 맞고 간헐적으로만 착용된다면, 착용자들은 치아 문제에 대한 위험이 낮다고 한다.  그러나 ADA는 염기성 금속으로 만든 그릴이 자극이나 알레르기 반응을 일으킬 수 있으며, 장기간 착용하는 그릴 아래에 갇힌 박테리아가 잇몸 질환, 충치, 심지어 뼈까지 잃을 수 있다고 경고했다. 앨라배마, 조지아, 텍사스의 학군들은 규율과 건강과 관련된 이유로 그릴을 금지했다.
다른 힙합 패션들이 비판을 받았듯이, 그릴은 가난한 젊은이들의 재정에 부담을 주는 비싸고, 과시적이며, 피상적인 전시물이라고 일부 논평가들에 의해 비난 받아왔다.

## 같이 보기
- 블링 블링
- 금니
- 오하구로